# География Маврикия

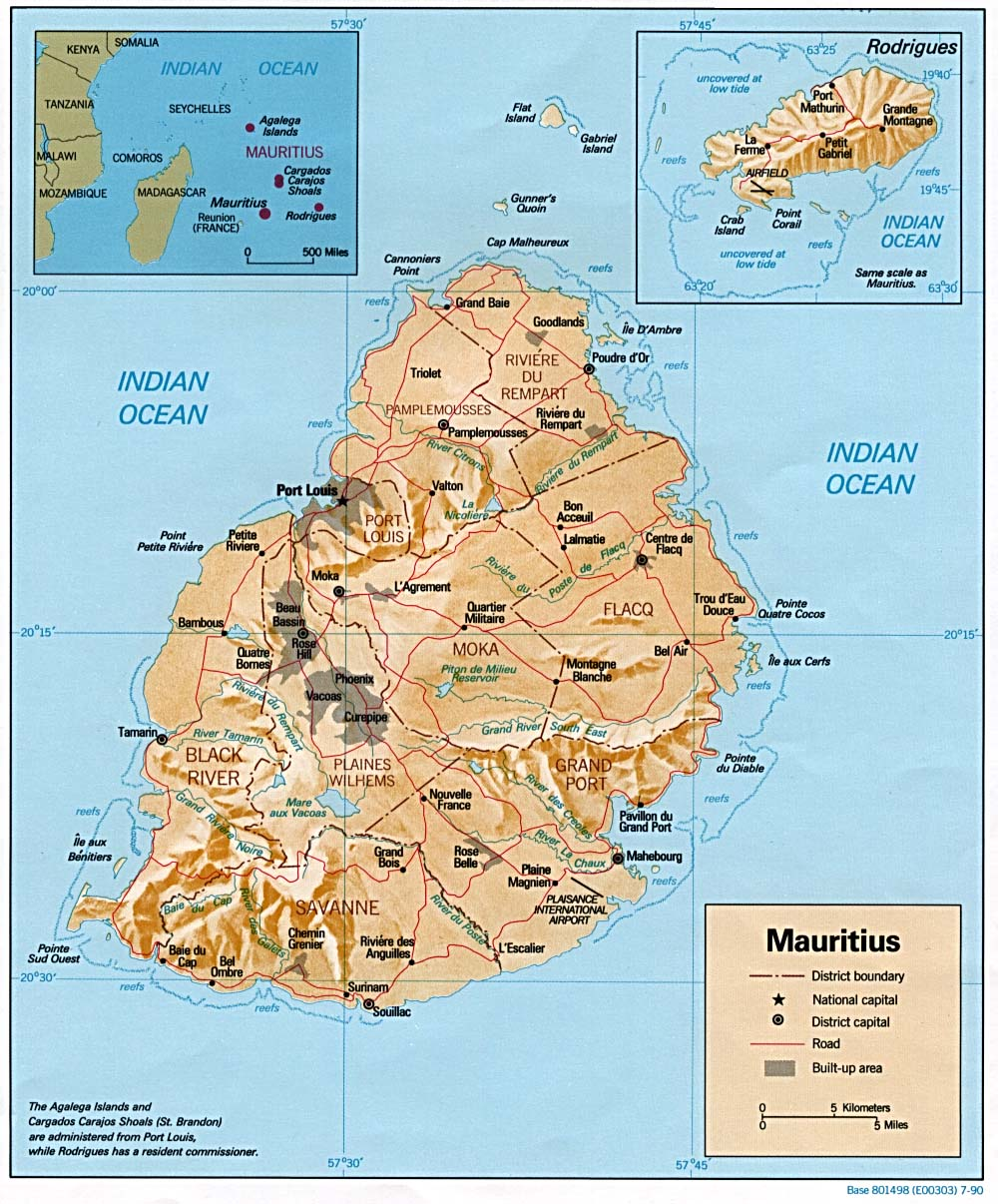
Карта Маврикия

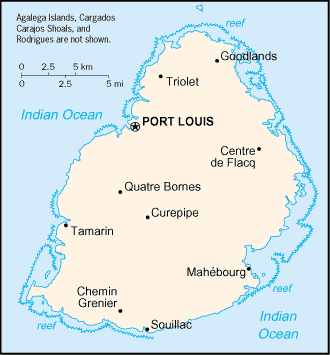
Карта острова Маврикия

Маврикий — островное государство, расположенное на западе Индийского океана, от восточного берега Африки, отделённый на 2000 км, в 900 км восточнее Мадагаскара, в 3860 км к юго-востоку от Индии.

## Острова
Государство состоит из островов Маврикий (самый крупный), Родригес (105,7 кв. км.), Агалега и Каргадос-Карахос и ещё ряд более мелких. Общая площадь страны 2045 кв. км. Столица — Порт-Луи. Крупные города — Маебург, Роз-Хилл, Кьюрпайп.

## Географическое происхождение
Остров Маврикий имеет вулканическое происхождение. Однако вулканическая деятельность давно прекратилась, и эрозия сильно сгладила рельеф острова. Центральное плато Кюрпип возвышается над уровнем моря на 400—600 м. С севера, запада и юго-запада к нему примыкают более приподнятые и менее выровненные плато. Самое высокое из них — Саванна (высшая точка — пик Ривьер-Нуар, 826 м) — занимает юго-запад острова. Внутренние плато окружены полосой прибрежных равнин, на юге и востоке шириной 15—20 км. На этих равнинах с плодородными аллювиальными почвами, а также в долинах плато сосредоточены плантации сахарного тростника, занимающие 45 % общей площади Маврикия.
Плато и горы Маврикия прорезаны сотнями небольших рек, изобилующих порогами и водопадами. Семиступенчатый водопад Тамарен имеет наибольший водосброс (274 метра). Самыми значительными реками Маврикия являются Гранд-Ривер-Саут-Ист и Гранд-Ривер-Норт-Уэст. В период дождей реки превращаются в стремительные горные потоки. Самые крупные озёра острова — Гран-Бассен и Мар-о-Вакоа. Из природных достопримечательностей интересны кратеры потухших вулканов (Тру-о-Серф, Канака, Бассен-Бланк) и плато, увенчанные необычными по форме горными вершинами, порой имеющими интересные названия: например, в пределах плато Ривьер-Нуар находятся вершины Большой Палец (Ле-Пус), Кошка и Мышка, Три Соска.
Интенсивная эксплуатация земельных ресурсов острова в сочетании с ростом численности населения привели к тому, что естественные ландшафты занимают теперь менее четверти площади Маврикия. При этом сохранились они преимущественно в юго-западной части острова, либо покрытой диким терновником, либо вообще лишённой растительности и занятой лиловыми и красными вулканическими песками.

## Описание
Площадь острова — 1865 кв. км. 58 км с севера на юг и 47 км с запада на восток. Берега окаймлены коралловыми рифами.

## Климат
Климат тропический, морской. Остров лежит на пути тропических циклонов, зарождающихся над просторами Индийского океана. Почти ежегодно в феврале-марте они обрушивают на остров шквальные ветры, скорость которых достигает 220 км в час, и ливневые дожди, вызывающие катастрофические наводнения.
Средняя температура воды круглый год не опускается ниже 23 °C. На приморских равнинах в год выпадает 1500—2500 мм осадков. На плато количество осадков увеличивается до 3500 мм, а средние температуры понижаются на 3-4 °C. Только там, под прикрытием гор, возможны посадки других культур, в частности чая, табака, агавы.

## Примечания

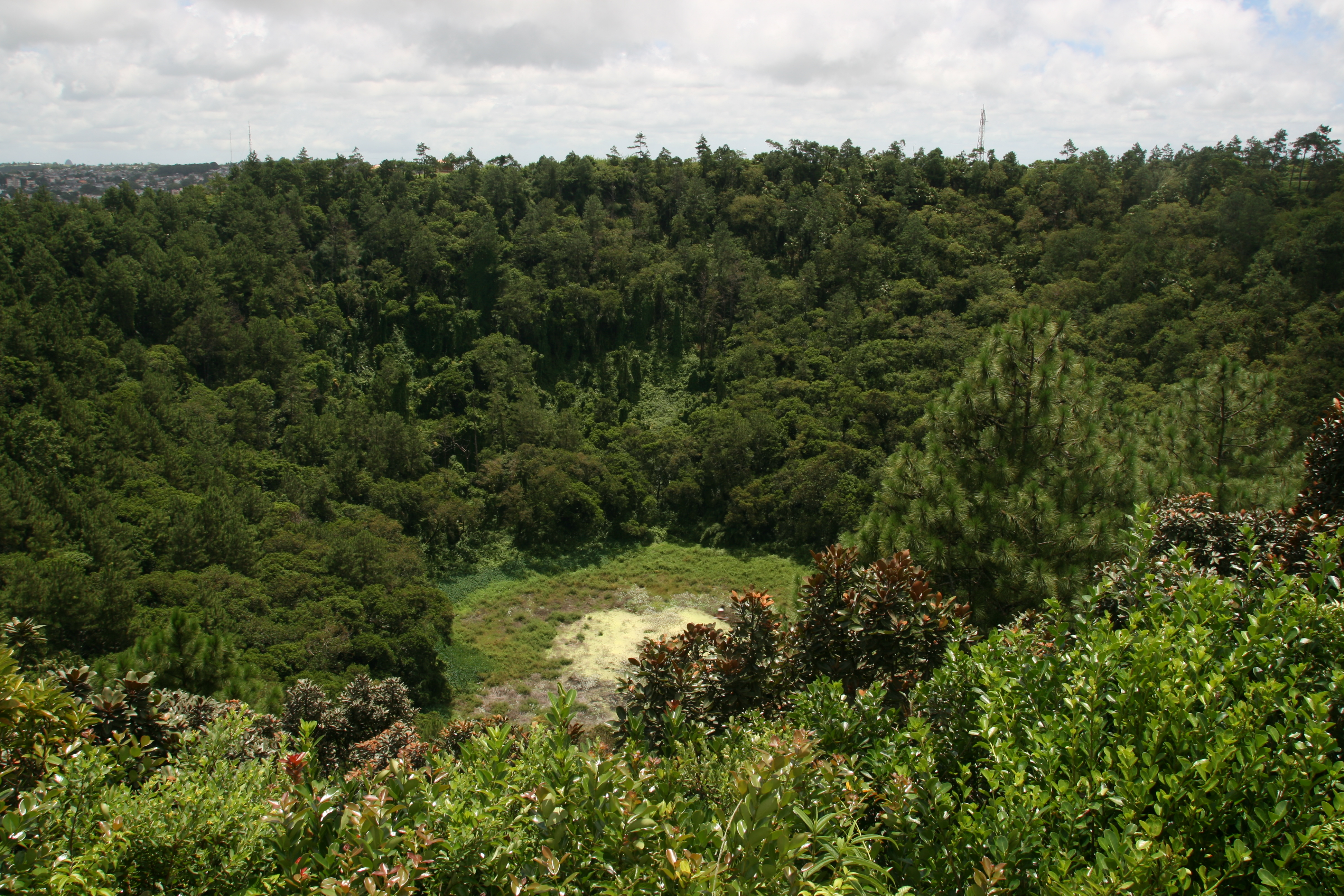
Жерло потухшего вулкана Тру-о-Серф